# Хрусталёв, Дмитрий Юрьевич
Дми́трий Ю́рьевич Хрусталёв (род. 20 февраля 1979, Ленинград, СССР) — российский актёр театра, кино, озвучивания и дубляжа, комик, телеведущий. Бывший участник КВН и Comedy Club.

## Биография

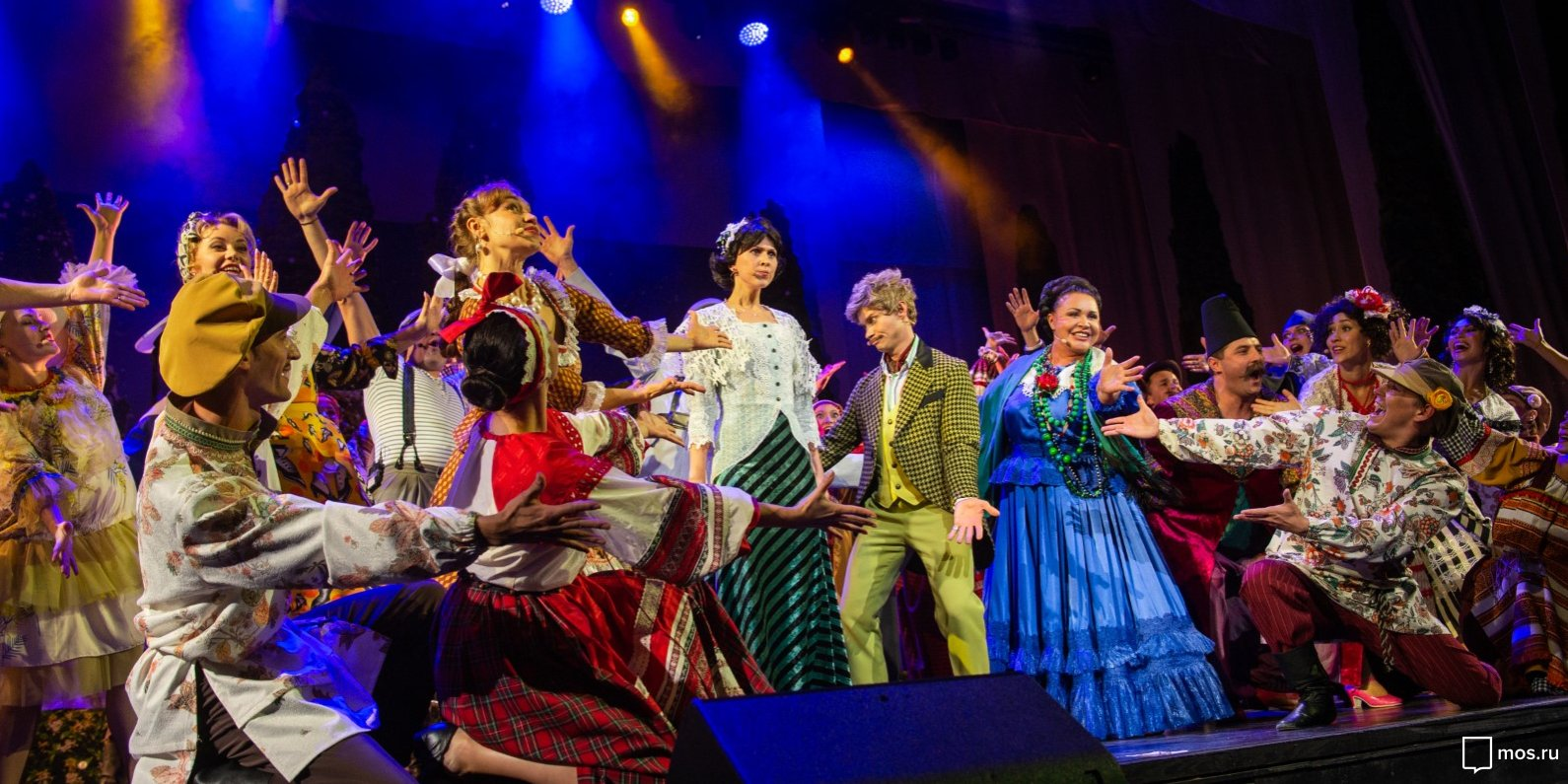
Дмитрий Хрусталёв в спектакле «За двумя зайцами». Театр «Русская песня»

Родился 20 февраля 1979 года в Ленинграде. С детства занимался бальными танцами. После окончания школы поступил в Санкт-Петербургский государственный аграрный университет в городе Пушкин. В университете с 1997 года увлёкся игрой КВН. Перевёлся на экономический факультет Санкт-Петербургского государственного университета аэрокосмического приборостроения и окончил его по специальности «менеджер науки и образования».
С 1998 по 2005 г. выступал за команду КВН «Сборная Санкт-Петербурга», был её капитаном с 19-летнего возраста. В составе команды стал обладателем Кубка Москвы 1998 года, финалистом Высшей Лиги 1999 года, стал обладателем «Малого КиВиНа в тёмном» на фестивале Голосящий КиВиН 2000 года и вице-чемпионом Высшей Лиги 2002 года. В 2003 году в составе команды «Сборная СССР» завоевал Летний кубок КВН. Получил известность благодаря своим пародиям на Владимира Путина.
После КВН на несколько лет пропал с телеэкранов. С 2007 года стал участником программы Comedy Club в дуэте с Виктором Васильевым. С 2008 снимался в программе Comedy Woman. В 2013 году стал соведущим Ивана Урганта в программе «Вечерний Ургант» на «Первом канале», с 30 сентября 2013 по 12 октября 2016 года с Виктором Васильевым вёл рубрику «Культурные приключения Вити и Мити» в данной передаче. В апреле 2014 года стал ведущим шоу «Ленинградский Stand-up клуб» на СТС. С октября 2014 по январь 2015 года вместе с Виктором Васильевым вёл пародийное шоу «Театр эстрады», затем — вошёл в жюри шоу «Танцуй» на «Первом канале». C 8 октября 2017 по 19 июля 2020 года — ведущий телепроекта «Моя мама готовит лучше» на том же канале.
Ведущий Национальной детской премии «Главные герои» на телеканале «Карусель».
С 2018 года — член попечительского совета негосударственного благотворительного фонда «Галчонок», оказывающего помощь детям с органическими поражениями центральной нервной системы.
В октябре 2018 года дебютировал на театральной сцене. В театре «Русская песня» в музыкальной комедии «За двумя зайцами» сыграл роль Голохвастова.
14 ноября 2020 года Хрусталёв резко почувствовал себя плохо во время поездки на такси. Телеведущего срочно госпитализировали и перевели в кому. Позже он был из неё выведен и состояние его здоровья стабилизировалось.
С 23 сентября 2022 года — член жюри шоу «Фантастика» на «Первом канале», скрывался под аватаром «Телек», был раскрыт в финальном выпуске 3 сезона.
С 1 октября 2022 года — ведущий национальной лотереи «Мечталлион» на «Первом канале». Один из ведущих (с 2024 года — постоянный ведущий) игр Высшей лиги КВН и музыкального фестиваля Голосящий КиВиН с 2022 года.
С 23 ноября 2024 года — соведущий возрожденного шоу пародий «Большая разница» на «Первом канале».
В декабре 2024 года снялся в специальном проекте Первого канала «Шаг к мечте».

## Личная жизнь
С 2001 по 2011 год — сожительствовал с Викторией Дейчук, юристом по профессии.
В 2012 году у Дмитрия Хрусталёва был роман с коллегой по передаче Comedy Woman Екатериной Варнавой. В конце 2013 года стало известно, что пара рассталась.
В 2019 году женился на певице Марии Гончарук.

## Фильмография
- 2006 — 2007 — Мечты Алисы — КВНщик
- 2009 — Самый лучший фильм 2 — Димати
- 2011 — Беременный — Эдгар, гей
- 2011 — Служебный роман. Наше время — босс
- 2012 — Тот ещё Карлосон
- 2012 — Дублёр — директор салона
- 2015 — Временно недоступен — Константин Леонов, мошенник
- 2015 — Гороскоп на удачу — Виктор, претендент
- 2016 — Помню — не помню! — режиссёр
- 2016 — Ставка на любовь — любовник Кристины
- 2016 — Одноклассницы — камео
- 2017 — Одноклассницы: Новый поворот — камео
- 2017 — После тебя — камео
- 2017 — Волшебник — Петя Пургин, сисадмин
- 2017 — За пять минут до января
- 2018 — Черновик — Дмитрий, член проверяющей комиссии
- 2018 — Заповедник — Толик
- 2021 — Я не шучу — камео
- 2022 — Происшествие в стране Мульти-Пульти — Кот
- 2023 — Вредная привычка — Валера

### Озвучивание
- 2009—2010 — Неоплачиваемый отпуск (СТС) — мысли Олега Олеговича Попова[23]
- 2014 — Попугай Club — хамелеон Митя
- 2021—2022 — Ну, погоди! Каникулы — Заяц (1-26 и 28 серии)

### Дубляж
- 2014 — Медведи-соседи 3D — лесоруб Вик[24]
- 2019 — Волшебный парк Джун — дикобраз Стив[25]